# Mainz-Mombach
Meinz-Mombach è un quartiere della città tedesca di Magonza.

## Geografia fisica
È situato nella parte nord-occidentale della città. Confina ad ovest con Budenheim, a sud con Mainz-Gonsenheim, ad est con il nuovo parte della città il Neustadt, mentre a nord è lambito dal fiume Reno.

## Infrastrutture e trasporti

### Strade
La Bundesautobahn 643 collega la città di Wiesbaden (e l'Autostrada BAB 66) con la città di Magonza (e l'Autostrada BAB 60) verso Mombach.

## Architetture religiose
- Chiesa di St. Nikolaus (San Nicola di Bari)
- Chiesa di Herz-Jesu (Sacro Cuore di Gesù)
- Chiesa di St. Kyrillos (Chiesa ortodossa copta)
- Chiesa della pace (Friedenskirche)

## Piazze
- Piazza del Ortsverwaltung
- Piazza del tiglio

## Aree naturali protette
- Großer Sand (Grande sabbia) Aree naturali protette supranationale

## Scuole
- Scuola Elementare "Mombach-West"
- Scuola Media Statale "Mombach-West"
- Scuola Media Statale "Pestalozzi"

## Da vedere
- centrale dell'acqua storica (1904)
- Casa Kleiststraße 30

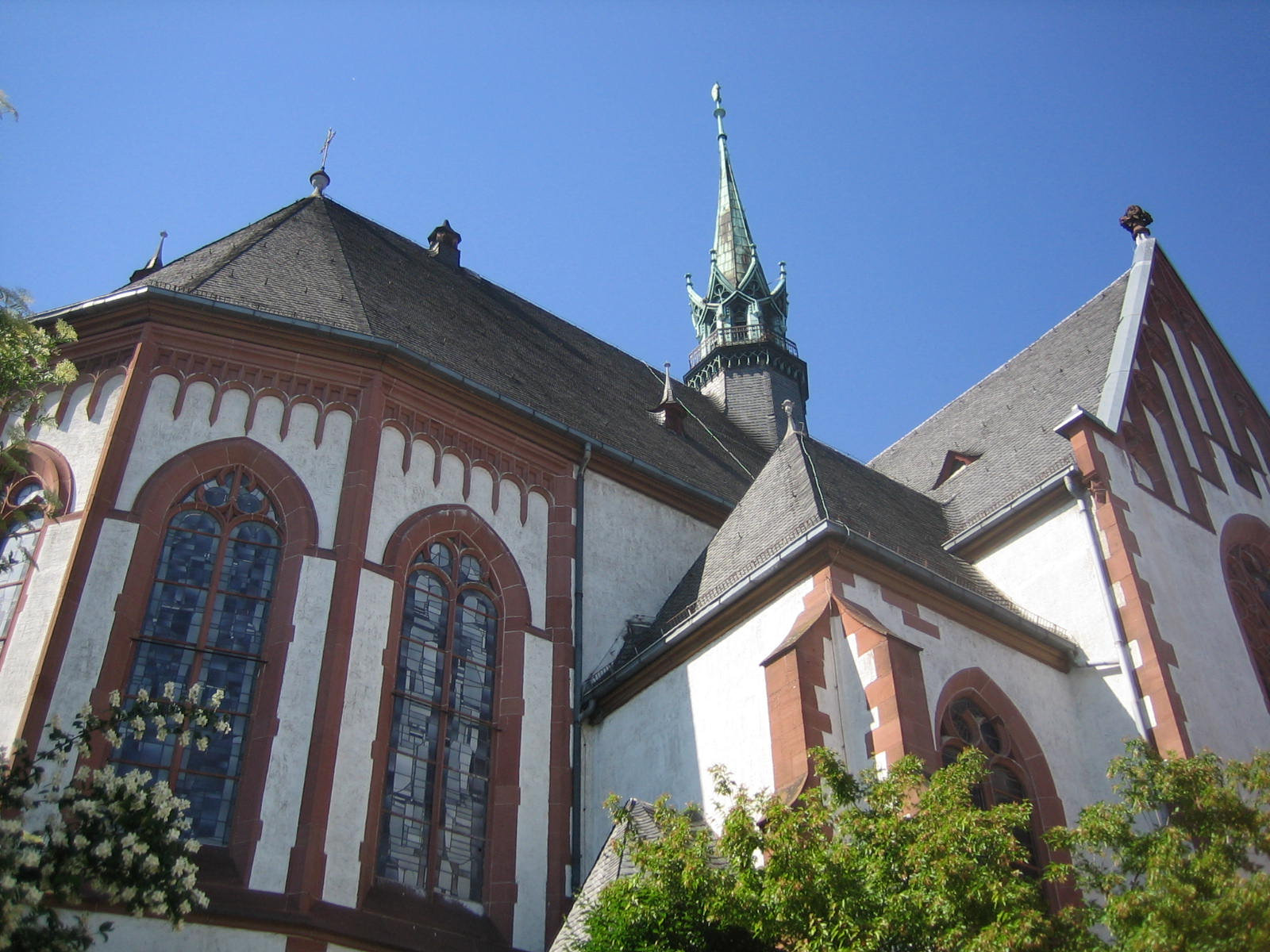
Chiesa di Sacro Cuore di Gesù

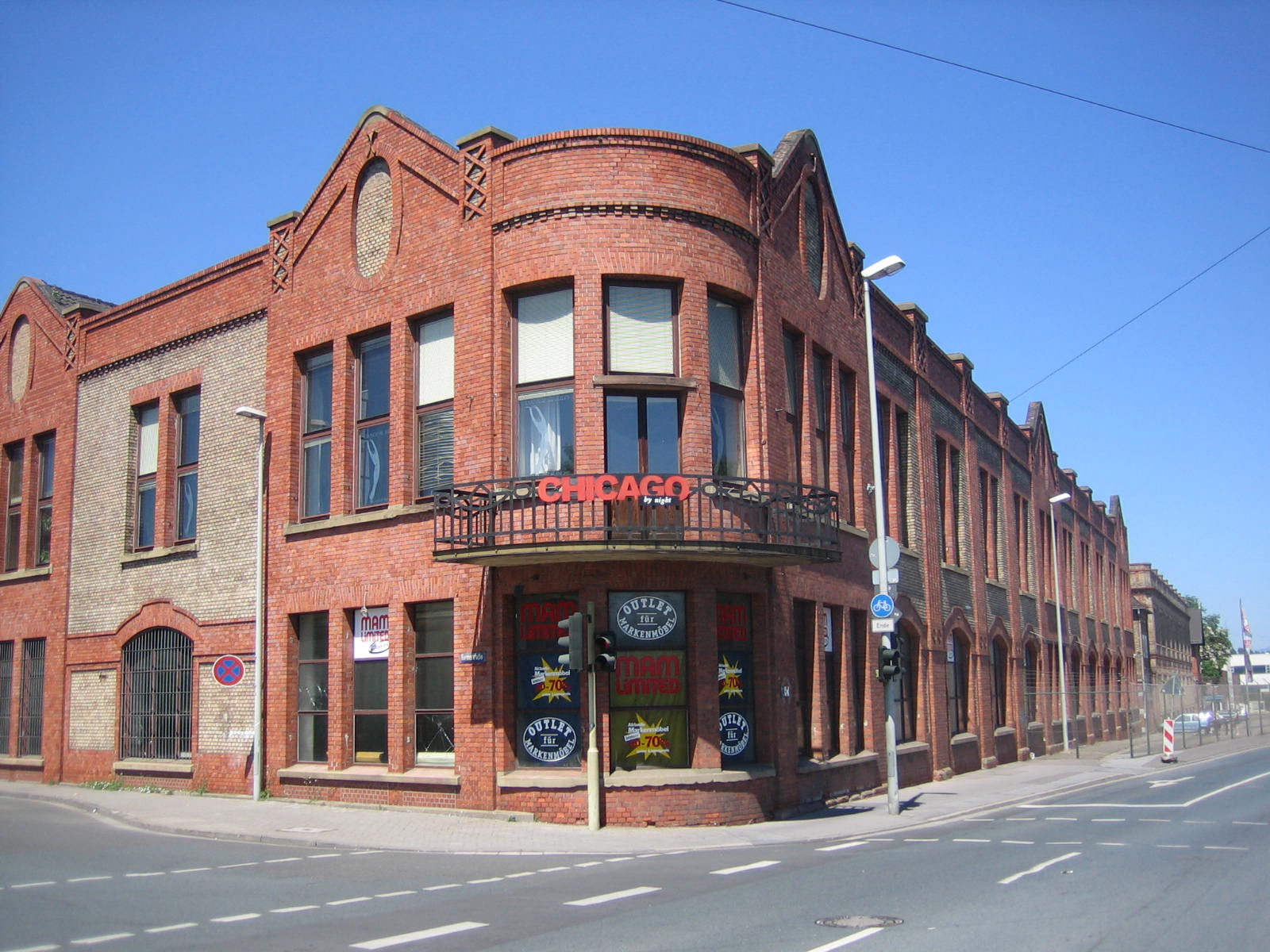
Balcone di imperatore tedesco sul fabbrica di carrozze Fratelli Gastell

- Chiesa di Sacro Cuore di Gesù (kath., 1911) architettato di Ludwig Becker
- Nuova Chiesa di San Nicola (1955)
- chiesa evangelica Friedenskirche (1911)
- storico casa di prego 1891 Emrichruhstraße, presso ospizio Gastell
- Casa di scuola con abitazione di insegnante di 1869
- Casa di scuola Jahnschule Friedrich Ludwig Jahn (1894)
- Pestalozzischule (1912)
- storico ospizio di Fratelli Gastell, dopo ospizio San Rocco, oggi centro Caritas
- museo del frazione nel storico casa pompa
- Hänleinsche Villa
- ghiacciaia (Ecke Weiher-/Scharnhorststraße)
- Casa di amministrazione (1875)
- Beni culturale Waggonfabrik con Halle 45, precedente fabbrica di Iveco
- cappella con croce della peste nera (1814)

## Economia ed infrastrutture

### Trasporti

#### Strade
Il territorio comunale è attraversato dall'autostrada A 643 che dalla A 60 si dirama in direzione nord. La A 63 invece si dirige verso sud, passando per Alzey e proseguendo per Kaiserslautern.

#### Mezzi pubblici
La spina dorsale del trasporto pubblico di Mombach è formata da 5 linee autobus della Mainzer Verkehrsgesellschaft (compagnia di trasporti di Magonza) e di altre aziende linee di trasporto urbano ORN. Assieme alla ESWE di Wiesbaden esse formano una rete comune che si estende nelle due città. La frazioneè anche servita ogni giorno da treni locali di DB Regio AG, Regio Südwest, Mittelrheinbahn (trans regio), Vlexx e S-Bahn.

#### Ponti

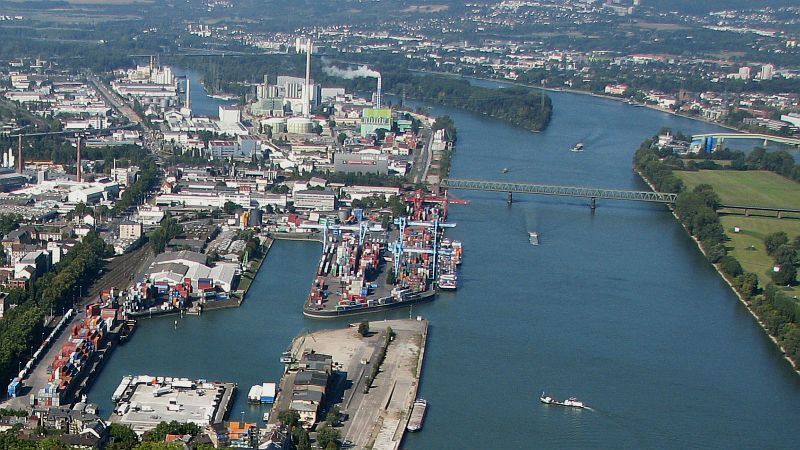
Il porto di Magonza, il porto industriale in fondo

Nella zona di Mombach il Reno è attraversato da un ponte autostradale "Schiersteiner Brücke" della A 643 a Wiesbaden.

#### Porti
Il porto di Industriehafen di Magonza prima Floßhafen (porto di zattera) e parte di Mombach.

### Attività industriali
Nel 2003 a Magonza erano attive 74 aziende con più di 20 dipendenti, concentrate nella zona compresa tra il centro e la frazione di Mombach. Le maggiori industrie sono la Erdal e la Schott AG. La Schott AG si è trasferita da Jena a Magonza dopo la Seconda guerra mondiale, oggi impiega 2.400 dipendenti. La Degussa primo "Verein für Chemische Industrie" (1931) e acquisita dalla Ineos nel 2003.